# Trutnov hlavní nádraží
Trutnov hlavní nádraží – stacja kolejowa w Trutnov, w kraju kralovohradeckim, w Czechach.

## Połączenia
Ze stacji odjeżdżają regularne pociągi spółek České dráhy oraz GW Train Regio
- Chlumec nad Cidlinou
- Janovice u Trutnova
- Sędzisław
- Svoboda nad Úpou
- Hradec Kralove
- Jaroměř
- Kolín
- Královec
- Náchod
- Praga
- Teplice nad Metují
- Vrchlabí